# 相原パーキングエリア
相原パーキングエリア（あいわらパーキングエリア）は、大分県杵築市にある大分空港道路のパーキングエリアである。

## 概要
日出・大分道・宇佐別府道路方面から杵築方面へ向かう下り線に設置されており、上り線（大分道方面）からは利用できない。
パーキングエリアの敷地内に速見郡日出町大字藤原（ふじはら）と杵築市大字相原（あいわら）の境界が里、施設は杵築市に位置している。

## 道路
- E97 大分空港道路

## 歴史
- 1991年（平成3年）11月25日 : 大分空港道路 国道213号 日出交差点 - 国道213号 安岐交差点 間開通にともない供用開始

## 施設

### 下り線（杵築・大分空港・国東方面）
- 駐車場
- トイレ
- 自動販売機（24時間）

## 隣
E97 大分空港道路
(13) 速見IC - (1) 日出IC - (2) 藤原JCT - 相原PA - (3) 杵築IC/TB - (4) 安岐IC